# 全国建設工事業国民健康保険組合
全国建設工事業国民健康保険組合（ぜんこくけんせつこうじぎょうこくみんけんこうほけんくみあい）とは、建設業に従事する者を組合員とする国民健康保険組合。略称＝「建設国保」。

## 概要
1970年6月、国民健康保険法に基づき、日本鳶工業連合会、全国中小建築工事業団体連合会、日本造園組合連合会、全国建設産業協会が母体組織となり、母体団体加入組合員の福利厚生を目的とした組合として厚生省（現・厚生労働省）の認可を経て群馬県にて設立。
建設土木種国民健康保険組合として、社団法人全国国民健康保険組合協会に加入している。ただし、2010年2月27日の規約改正により母体組織を全て解除しており、現在は母体組織を持たない国保組合となったため急速に加入者を減らしている。また、役員のうち2006年より就任している理事長・専務理事は元の母体理事が過半数以上居たために役員として就任したが、当国保組合には加入しておらず、組織を運営する役員が国保未加入者であるという異常事態であった。
これを受けて、母体組合加入義務を廃止し単独国保組合となったことで矛盾の解消を図った。平成31年現在、理事長・専務理事とも14年という公法人としては類を見ない長期の在職となっている。
平成31年度には公明党の井上義久を顧問に迎え、健全運営に向けた対応を構築中。同年7月、平成17年から理事長を務めた森大が病気療養中の任期半ばで逝去。

## 資金流用問題
- 2003年5月、東京都の検査により、当組合東京都支部が徴収した東京都中央区の保険料の内1億4500万円余を、当時の支部長が1996年から2002年までの間、毎年1月に開催されている東京都の出初め式などの行事に流用し本部に納入していなかった。なお、この支部長は健康保険料流用が発覚する直前に、東京都日本橋に所有していたビルなど資産を家族名義に移すなど悪質で流用した健康保険料の弁済もほとんど成されていない。その後、本業鳶職にて日光へ記念館を建設されている[1]。
- 2003年5月、元幹部が、高知、徳島両県の保険料約12億円を流用していた事が発覚。この当時の徳島県担当理事が現在の理事長であることも調査の不明瞭さが疑われている。なお、当該徳島県支部長は発覚後自殺、流用した健康保険料の返還金も半分を残し滞ったままである[2]。

- 数億円に上る全ての未返済金を損金処理を行い全ての返済金が終了。

## 無資格者加入問題
2009年12月、マスコミの報道により、組合が約12,000人もの無資格者（建設業以外の者や事業所の従業員など）を大量に加入させていることが発覚。最終的に調査対象者は28000人となった。翌2010年、厚生労働省（長妻昭大臣（当時）が主導したと報道される）は、
- 国庫補助金の内の無資格加入者相当分(既判明分80億円)を国庫に即刻返還すること。
- 無資格加入者は6年前に遡及し、当組合の加入者資格を喪失する事。（無資格加入への療養等の諸給付金は組合に全額返還。）
- 無資格加入者は2年前に遡及し、協会けんぽ又は国民健康保険に加入する事。（協会けんぽ加入の場合は、厚生年金加入も行う事）

を柱とする是正改善命令を出した。しかしながら、割高となる保険料を納められる中小の建設業者等は限られており、2011年時点で家族も含めて推定1万人が無保険者状態となった。同時に、日本年金機構から過去2年分の厚生年金掛金の納入を迫られた、全国の多くの中小零細企業が倒産し失業者を大量に発生させている。また"一人親方・建設労働者”の仕組みを理解出来ない行きすぎた是正調査による問題も多く噴出し、新たな問題も持ち上がっている。

## ベルル共済問題
12億円を流用（横領）した徳島県幹部が解任後に設立した「ベルル共済」が、35億円もの共済費を集め突然解散した。被害者が当組合への弁済金を不当利得であるとし、返還を求めた事件の判決が高知地方裁判所であり、当組合に3億円の返還を命じた。この幹部が流用した金額は、国保保険料12億円と共済金35億円をあわせて47億円に及ぶが、建設国保に返済された5.6億円以外の使い道は何故かどこからも明らかにされていない。

### その後の対応
当該事件是正のため、東京都元副知事で元参議院議員に依頼し、その秘書であった人物を専務理事に、東京都職員であった人物を常務理事に採用するなど、是正に向けて対応をしていたが、当該元専務理事による関係者の縁故採用などが著しく増加したため、当時の役員の間で「乗っ取り」が危惧され、急遽解任。同時に水道橋にあった政治機関誌「＊＊ジャーナル」による中傷記事掲載が始まった。後日、この機関誌の上位会社は解任された元専務理事が役員を務めている企業であったことが登記簿で確認されている。
なお、この機関誌発行会社の経営者が平成24年3月に亡くなったため、機関誌が休刊となり、中傷記事の掲載も同時に収まっている。その後、再建案については本来、設立母体団体の関係で自民党寄りの団体であるにもかかわらず、専務理事の推薦により（政権交代もあり）民主党議員の協力を仰いだが、依頼した議員が次々と民主党を離脱し現在は新たに模索中である。また母体団体を持たない規約を設置したにもかかわらず、急激な組合員の減少に危機を感じた現執行役員が、自ら突き放した母体団体に対して国保運営に協力するように書面に記載し、あまりの身勝手な行いに失笑・顰蹙をかっている。
不正加入発覚当時は、規約上、本来存在しない”母体全国組織・団体へ未加入の支部”の組合員が全体の15％もいたことが判明した。その支部の存在自体が規約違反であるにもかかわらず加入を認めたチェック体制の甘さが全く問題視されず、無責任にもチェックを怠っていた重大さを認識していなかった。またその母体組織未加入者の既得権益を守るため、規約第6条の国保組合加入要件改正を行ったことにより、母体組織加入義務が無くなったことから、全体の85％を占めていた母体団体正規加入者が母体団体を脱退し始め、もともと事務運営そのものを母体団体に依存し脆弱だった全国の支部で運営が困難となる所が続出した。健康保険組合としてサービスの低下をも招き、低品質高負担となったことによる国保脱退者も急激に増加し、最盛期27万人強もいた組合員もわずか5年程で12万人にまで落ち込み、更に香川県における母体団体組合費返還請求裁判（国保組合の勝訴）等各種裁判事例が急激に発生した。2012年は旧北海道東支部職員の国保本部による強制解雇裁判で本部側が2審敗訴、東京で上告した徳島県ベルル共済裁判でも国保本部側の上告が棄却された。今後も、当時の北海道東支部母体団体の集めた組合費を建設国保本部が強制的に支部を解体し組合費を本部が取り上げた組合費返還請求裁判や、現役員が自ら救済を頼んだのに突然解任された元専務理事の現在の3役員に対する損害賠償裁判などが行われる。これ等が更に組合運営のまずさを広く組合員に知らしめる結果となっている。また、地方支部・出張所権限を廃止し全ての権限を本部理事長に集中させる規約へと改正し、是正を理由とした本部・支部･出張所職員に対するサービス残業強要に近い残業未払い等、全国建設工事業国民健康保険組合本部主導による悪質な労働基準法違反及び労働安全衛生法違反の疑いも噴出している。
平成26年には出退勤に関してタイムレコーダーの導入など時間のわかる物を導入するよう注意を喚起。平成27年　かねてからの懸案だった国庫金の返還に目処がついたため、48,000人までに減少した組合員確保の増強のため、組合員勧誘活動に報奨金制度を導入。制度上存在しない母体団体に対し｢母体団体の協力を」という矛盾した通達も。また、前衆議院議員で社会保険労務士の内山晃を特別参与に迎えて立て直し、平成29年度には全ての事故処理が完了した。

## 広報紙
- けんせつ国保